# Brzoza Stadnicka (gromada)
Brzoza Stadnicka (od lat 1960. gromada Brzóza Stadnicka) – dawna gromada, czyli najmniejsza jednostka podziału terytorialnego Polskiej Rzeczypospolitej Ludowej w latach 1954–1972.
Gromady, z gromadzkimi radami narodowymi (GRN) jako organami władzy najniższego stopnia na wsi, funkcjonowały od reformy reorganizującej administrację wiejską przeprowadzonej jesienią 1954 do momentu ich zniesienia z dniem 1 stycznia 1973, tym samym wypierając organizację gminną w latach 1954–1972.
Gromadę Brzoza Stadnicka z siedzibą GRN w Brzozie Stadnickiej (w obecnym brzmieniu Brzóza Stadnicka) utworzono – jako jedną z 8759 gromad na obszarze Polski – w powiecie łańcuckim w woj. rzeszowskim na mocy uchwały nr 27/54 WRN w Rzeszowie z dnia 5 października 1954. W skład jednostki wszedł obszar dotychczasowej gromady Brzoza Stadnicka (bez przysiółka Budy za Lasem) ze zniesionej gminy Żołynia oraz przysiółek Julin z dotychczasowej gromady Brzoza Królewska ze zniesionej gminy Giedlarowa w tymże powiecie. Dla gromady ustalono 18 członków gromadzkiej rady narodowej.
Gromada przetrwała do końca 1972 roku, czyli do kolejnej reformy gminnej.